# Sam Clark
Samuel James Clark (Adelaide, 18 oktober 1987) is een Australisch acteur en zanger.

## Carrière
Clark studeerde af aan de St Peter's College in Adelaide. In 2007 ging hij aan de slag in de soapserie Neighbours en vertolkte de rol van Ringo Brown. Hij was eveneens te zien in een aflevering van Sea Patrol. In 2009 werd bekend dat hij voor ten minste drie maanden zou verdwijnen uit de serie om zich toe te leggen op zijn carrière als zanger. In 2009 kwam zijn eerste single op de markt. De muziekvideo van Broken maakte zijn debuut in september 2009 op de Australische televisiezender ABC.